# 崙書房
崙書房出版株式会社（ろんしょぼうしゅっぱん）は、かつて存在した日本の出版社の一つで、主に千葉県・茨城県に関する書籍を発行していた。

## 概要
創業当初は千葉県・茨城県に関する文献の復刻版を発行、1977年からは地域に根差した題材を新書判の「ふるさと文庫」として発行してきた。1978年に茨城県地域の「ふるさと文庫」については、茨城図書（後の筑波書林）が引き継ぐことになった。
崙書房では、「ふるさと文庫」等の出版物に触発された愛読者が原稿を持ち込んで書籍化し、その出版物を読んでまた新たな愛読者が原稿を持ち込むというサイクルが出来上がっており、新人郷土作家の発掘という役割を果たしていた。崙書房は流山市在住の作家の北野道彦や山本鉱太郎の著書を扱っており、彼らが設立した流山市立博物館友の会の刊行物の多くも崙書房が扱っていた。
2019年6月、同年7月末をもって業務を終了し会社を解散することが明らかになった。解散の理由について、社長の小林規一は「存立基盤である読者や著者、街の書店が減少。最後まで悩んだが、後継者がいなかった」と語っている。7月31日閉業。

### つげ義春
1977年に、つげ義春の妻ががんにり患し、手術を行なった直後に弟を頼り、千葉県野田市に短期間だけ引越したが、ある日、6㎞ほど離れた流山市の町へ家族で自転車で行った際に偶然、崙書房を見つけ、立ち寄る。和室には机が2，3台置かれ3人ほどの人がおり、本箱には『利根川随歩』（添田知道、昭和15年刊行の復刻）、『利根運河誌』『七夕の洪水』を見つけ購入。つげによれば、主に千葉県の郷土史関係の出版物が多く猿島郡史や葛飾を扱った書物などもあり、地道でしっかりした本作りに好感を持ったという。『利根川随歩』には著者が群馬県後閑の月夜野から利根川の支流赤谷川へ立ち寄り、猿ヶ京や法師温泉手前の湯宿温泉あたりで地元民と酒を酌み交わし、当時人に知られていなかった湯平（ゆびら）温泉（湯の平温泉）のあることを聞き出した話などが掲載され、興趣をそそられた。つげはその後、湯平温泉に関して地図や温泉ガイドなどを調べたものの、情報がなく想像を膨らませ、誰かに先を越されまいかと心配するほどであった。

## 主な出版物

### 雑誌
- 『常総の歴史』
- 『中世房総』

### 利根川関連
- 山本鉱太郎『新編・川蒸気通運丸物語 - 利根の外輪快速船』〈新書〉2005年3月10日 発行。ISBN 978-4845511075。
- 山本鉱太郎『新・利根川図志（下）』1998年4月。ISBN 978-4845510498。
- 山本鉱太郎『新・利根川図志（上）』1997年6月。ISBN 978-4845510405。
- 山本鉱太郎『川蒸気通運丸物語 - 明治・大正を生き抜いた利根の快速船』〈ふるさと文庫〉1980年11月。
- 北野道彦『利根運河 - 利根・江戸川を結ぶ船の道』〈ふるさと文庫 / 千葉〉1977年9月。
- 添田知道『利根川随歩』1974年。
- 吉田東伍『利根治水論考』1974年。
- 吉田東伍『利根の変遷と江戸の歴史地理 - 吉田東伍論文講演集』1974年。
- 汽船荷客取扱人聯合会 編 編『利根川汽船航路案内』1972年。

### 江戸川関連
- 山本鉱太郎『江戸川図志』2001年6月30日 第1刷発行。ISBN 978-4845510801。

### 千葉県関連
- 佐藤雀仙人『下総と一茶』1996年3月。ISBN 978-4845510252。
- 川村優『千葉ゆかりの先覚者たち』2013年3月。ISBN 978-4845511839。

### 茨城県関連
- 柴田弘武『産鉄族オオ氏 - 新編東国の古代』2008年8月。ISBN 978-4845511433。
- 柴田弘武、横村克宏『常陸国風土記をゆく』2000年6月。ISBN 978-4845510689。

### 千葉県・茨城県関連
- 山本鉱太郎『新編 旧水戸街道繁盛記』2008年2月。ISBN 978-4845511396。

### 鉄道関連
- 遠山あき『小湊鉄道の今昔 - レールは人生を乗せて』2004年11月。ISBN 978-4845511082。
- 白土貞夫『ちばの鉄道一世紀』1996年7月10日 第1刷発行。ISBN 978-4845510276。
- 崙書房編 編『新京成電鉄沿線ガイド』1995年11月。ISBN 978-4845510221。
- 総武流山電鉄七十年史編纂委員会 編集 編『総武流山電鉄七十年史』総武流山電鉄株式会社 発行、崙書房 製作、1986年3月14日 発行。
- 山本鉱太郎 編 編『覆刻・鉄道唱歌 - 東北・常磐・房総線』1983年10月。
- 北野道彦『「町民鉄道の60年」- 総武流山電鉄の話』1978年2月25日 第1刷発行、1981年6月10日 第2刷発行。
- 鉄道省 編 編『新鉄道唱歌〈第4輯〉- 東北線・常磐線房総めぐり』1974年。

### 文献復刻版
- 中山信名 編『新編常陸国誌 巻下』（中山信名 修、栗田寛 補）崙書房、1974年。

## 参考資料
- 流山市立森の図書館で地元の出版社「崙書房創業45年展」 リビングかしわWeb（サンケイリビング新聞社）2015年6月16日付、2017年10月6日閲覧。